# Ayenia ardua
Ayenia ardua är en malvaväxtart som beskrevs av Cristobal. Ayenia ardua ingår i släktet Ayenia och familjen malvaväxter. Inga underarter finns listade i Catalogue of Life.